# Luis David Martínez
Luis David Martínez (ur. 12 maja 1989 w Barquisimeto) – wenezuelski tenisista, reprezentant kraju w Pucharze Davisa.

## Kariera tenisowa
W karierze zwyciężył w dziesięciu deblowych turniejach rangi ATP Challenger Tour. Ponadto wygrał dwadzieścia jeden deblowych turniejów rangi ITF.
W rankingu gry pojedynczej najwyżej był na 390. miejscu (10 lutego 2014), a w klasyfikacji gry podwójnej na 85. pozycji (3 lipca 2023).

### Zwycięstwa w turniejach ATP Challenger Tour

#### Gra podwójna
| Końcowy wynik | Nr  | Data              | Turniej       | Nawierzchnia  | Partner               | Przeciwnicy                                | Wynik finału       |
| ------------- | --- | ----------------- | ------------- | ------------- | --------------------- | ------------------------------------------ | ------------------ |
| Zwycięzca     | 1.  | 20 sierpnia 2017  | Santo Domingo | Ceglana       | Juan Ignacio Londero  | Daniel Elahi Galán Santiago Giraldo        | 6:4, 6:4           |
| Zwycięzca     | 2.  | 22 listopada 2020 | Guayaquil     | Ceglana       | Felipe Meligeni Alves | Sergio Martos Gornés Jaume Munar           | 6:0, 4:6, 10–3     |
| Zwycięzca     | 3.  | 29 listopada 2020 | São Paulo     | Ceglana       | Felipe Meligeni Alves | Fernando Romboli Rogério Dutra Silva       | 6:3, 6:3           |
| Zwycięzca     | 4.  | 14 lutego 2021    | Biella        | Twarda (hala) | David Vega Hernández  | Szymon Walków Jan Zieliński                | 6:4, 3:6, 10-8     |
| Zwycięzca     | 5.  | 21 marca 2021     | Santiago      | Ceglana       | Gonçalo Oliveira      | Rafael Matos Felipe Meligeni Alves         | 7:5, 6:1           |
| Zwycięzca     | 6.  | 15 sierpnia 2021  | San Marino    | Ceglana       | Zdeněk Kolář          | Rafael Matos João Menezes                  | 1:6, 6:3, 10–3     |
| Zwycięzca     | 7.  | 2 kwietnia 2022   | Pereira       | Ceglana       | Cristian Rodríguez    | Grigorij Łomakin Ołeh Prychodko            | 7:6(2), 7:6(3)     |
| Zwycięzca     | 8.  | 16 lipca 2022     | Werona        | Ceglana       | Andrea Vavassori      | Juan Ignacio Galarza Tomás Lipovsek Puches | 7:6(4), 3:6, 12–10 |
| Zwycięzca     | 9.  | 29 kwietnia 2023  | Savannah      | Ceglana       | William Blumberg      | Federico Agustín Gómez Nicolás Kicker      | 6:1, 6:4           |
| Zwycięzca     | 10. | 1 lipca 2023      | Modena        | Ceglana       | William Blumberg      | Roman Jebavý Władysław Manafow             | 6:4, 6:4           |